# Äußerer Stein
Äußerer Stein heißt der südlichste Teil der Rechten Altstadt von Salzburg. Der Äußere Stein liegt um den Kapuzinerberg und gehört mit zum Weltkulturerbe der Stadt Salzburg.

## Geschichte

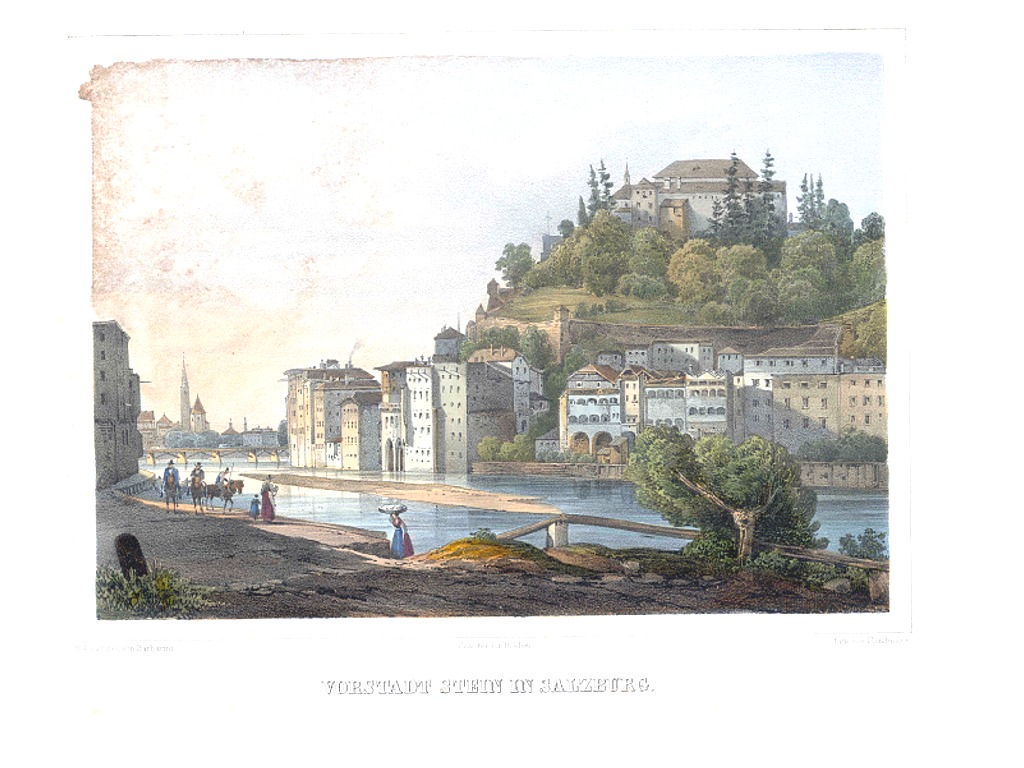
Vorstadt Stein (hier Innerer Stein) um 1850

Die heutige Steingasse ist ein uralter Fahrweg, der Teil der alten Römerstraße, genauer der Unteren Straße war. Der Stadtteil entstand aus der früheren Vorstadt Stein. Er zählt dabei gemeinsam mit Mülln zu den ältesten Vorstädten der Stadt Salzburg und bestand zuerst aus zwei Teilen:
Der Innere Stein war der schmale Siedlungsraum beiderseits der Steingasse zwischen dem Inneren Steintor und dem Äußeren Steintor (heute steht statt des Wehrbaues der Engelwirtsbrunnen am jetzigen Ende der Steingasse), wo der Stein (bzw. der Fels) des Kapuzinerbergs jeweils bis unmittelbar an die Straße heranreicht.
Der Äußere Stein war folgerichtig jener Teil des Siedlungsraumes beiderseits der Steingasse außerhalb des Äußeren Steintores. Heute nennt sich dieser Teil der alten Steingasse nach der dort einst wohnenden Fürstin Sophie von Arenberg Arenbergstraße. Der Stadtteil reichte in fürsterzbischöflicher Zeit stadtauswärts bis zum letzten Haus der Gasse, dem einstigen Wirtshaus zum Kreuz (auch Wirtshaus zur Bettelumkehr). Hier rückt der Felsbogen des Kapuzinerberghanges wieder sehr nahe an die Straße heran. Am Beginn der Arenbergstraße liegt die Villa Ferch-Erggelet, das repräsentative, ehemalige Fabrikgebäude der Lederfabrik Neustein.
In der Folge wurde auch der Raum südöstlich des Kapuzinerbergs zunehmend mit verschiedenen einzelstehenden Gehöften bebaut, und so sind im 19. Jahrhundert unter dem Äußeren Stein wesentlich auch die Adelssitze (Schloss Elsenheim-Rehling, Schloss Fürberg, Schloss Blumenstein-Kuenburg) sowie Gehöfte und Häuser am Gersbach bis zum Vogelsang-Schlösschen zu verstehen.
Am Ende der Steingasse findet man den Engelwirtsbrunnen. Dieser wurde im Auftrag von Fürsterzbischof Johann Ernst von Thun und Hohenstein 1696 erstellt und war zuerst vor der alten Andräkirche (1418–1861) am Platzl aufgestellt. 1751 wurde der Brunnen zum „Gasthaus zum Goldenen Engel“ am Beginn der Steingasse versetzt und 1890 aus Verkehrsgründen am Äußeren Stein platziert.

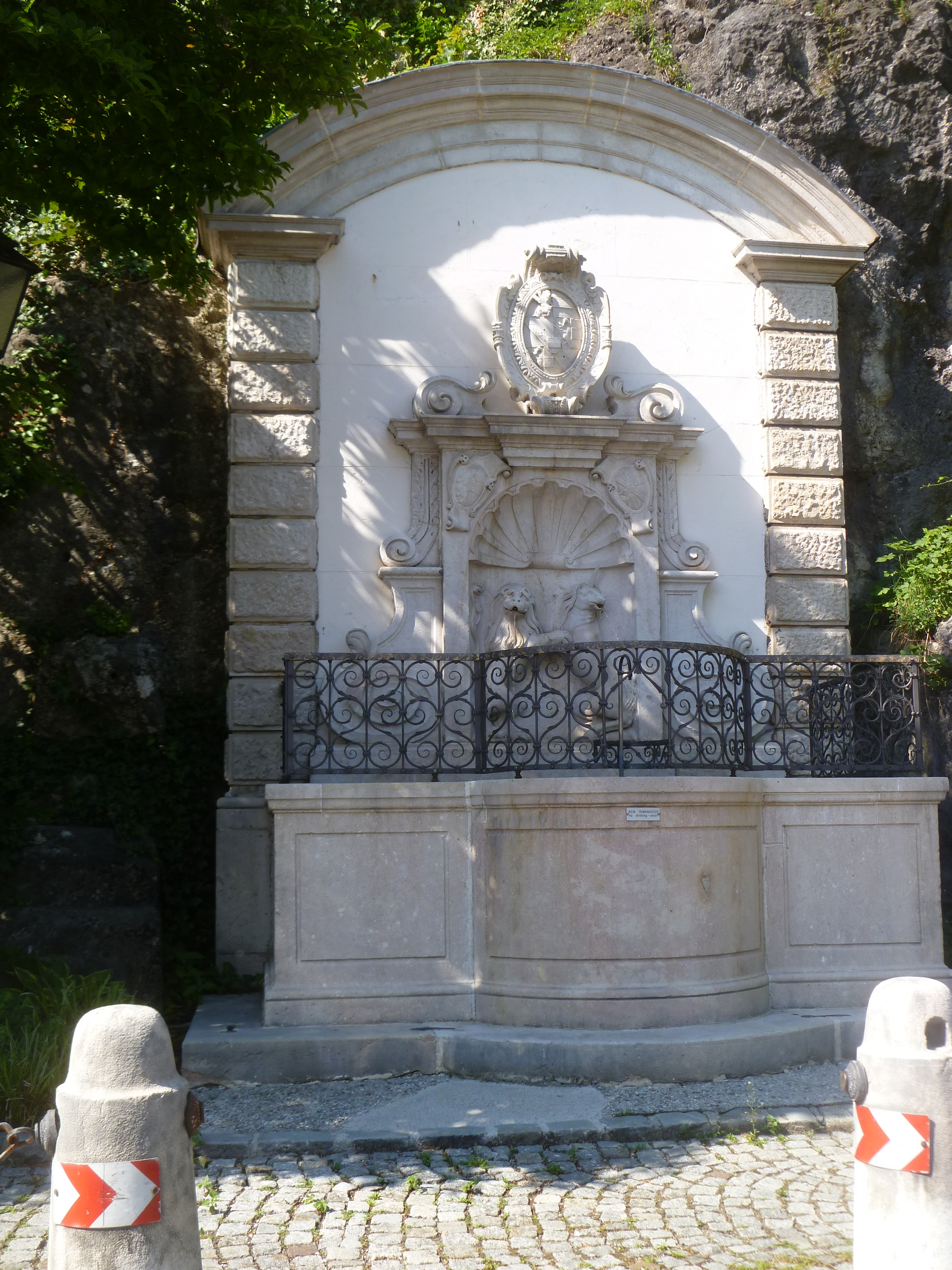
Engelwirtbrunnen, 1696 gestiftet von Johann Ernst Thun

## Der Äußere Stein heute
Äußerer Stein ist auch der Name einer wichtigen Haltestelle im Liniennetz des Salzburger Verkehrsverbundes. Hier halten die innerstädtischen Obus-Linien 3, 5, 6, 7, 8, 9, 10 sowie die Buslinien 25, 28, 160 und 170 auf ihrem Weg vom Süden der Stadt in Richtung Zentrum bzw. Hauptbahnhof.